# Alexander Lauterwasser
Alexander Lauterwasser (* 1951 in Überlingen) ist ein deutscher Sachbuchautor und Medienkünstler. Er ist besonders durch seine Arbeiten und Vorführungen zur Kymatik bekannt geworden. Sein Vater war der Fotograf Siegfried Lauterwasser.

## Familie, Kindheit und Werdegang
Alexander Lauterwasser ist der Sohn und erstes Kind des Landschafts-, Kunst- und Kulturfotografen Siegfried Lauterwasser. Sein Großvater, Alexander Lauterwasser (1878–1933), war Fotograf, wie auch sein Urgroßvater, Alexander Lauterwasser (1846–1923), der 1867 ein Fotoatelier in Überlingen eröffnete.
Lauterwasser hat Philosophie und Psychologie in München und Heidelberg studiert. Danach arbeitete er mit drogenkranken Jugendlichen in einer Fachklinik in Salem am Bodensee.
Mit zwölf Jahren begann seine Faszination an Schildkröten. Obwohl er sie als Jugendlicher erfolgreich gezüchtet hatte, vertiefte sich sein Interesse an dieser Tierart erst Jahre später. 2009 schrieb er ein Buch über die vielen Aspekte seiner Beschäftigung und Erfahrungen mit ihrer Biologie, Morphologie und Mythologie. Mit Bezug auf die Struktur des Schildkrötenpanzers entdeckte er Parallelen zu den Chladnischen Klangfiguren, die er durch die Lektüre der Arbeit des der Anthroposophie nahestehenden Malers und Naturforschers Hans Jenny (1904–1972) kennengelernt hatte.
Ab 1984 beschäftigte sich Lauterwasser künstlerisch mit Formen und Gestalten, die in der Natur vorkommen. Insbesondere ist er für seine Wasser-Klang-Bilder bekannt. Seine Bücher zu diesem Thema sind ins Englische, Französische und Japanische übersetzt worden.

## Schriften
- WasserLeben. Museum im Schloss, Bad Pyrmont 2000, ISBN 3-00-006334-X
- Wasser – Klang – Bilder. Die schöpferische Musik des Weltalls. AT Verlag, Aarau 2002, ISBN 3-85502-775-7
- Wasser – Musik. Geheimnis und Schönheit im Zusammenspiel von Wasser- und Klangwellen. AT, Baden 2005, ISBN 3-03800-237-2
- Das Geheimnis der Schildkröte. Eine Entdeckungsreise durch Morphologie, Zoologie und Mythologie eines wundersamen Tieres. AT, Baden 2009, ISBN 978-3-03800-477-6 Inhaltsseite
- Schwingung-Resonanz-Leben. AT, Aarau und München, ISBN 978-3-03800-864-4